# Comté de Peoria
Le comté de Peoria est un comté de l'État de l'Illinois aux États-Unis.

## Comtés voisins
| Nord-Ouest : Comté de Knox  | Nord : Comté de Stark | Nord-Est : Comté de Marshall |
|                             | Comté de Peoria       | Est : Comté de Woodford      |
| Sud-Ouest : Comté de Fulton |                       | Sud-Est : Comté de Tazewell  |

## Transports
- Interstate 74
- Interstate 474
- U.S. Route 24
- U.S. Route 150
- Illinois Route 6
- Illinois Route 9

## Villes
- Bellevue
- Chillicothe
- Dunlap
- Norwood
- Peoria
- West Peoria